# Begraafplaats Hajongard

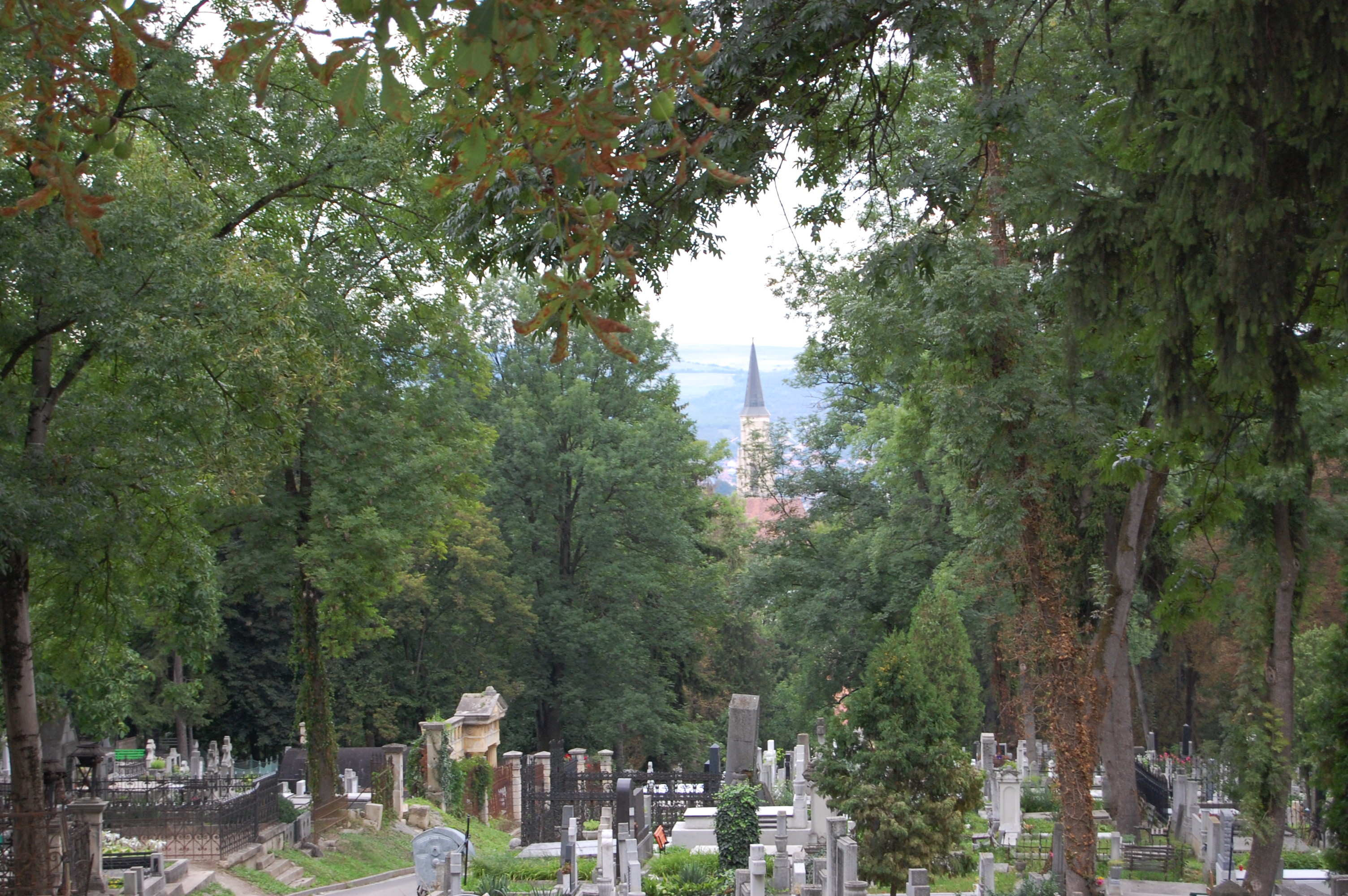
Hajongard

Begraafplaats Hajongard, officieel Cimitirul Central ("Centrale begraafplaats"), is een van de oudste begraafplaatsen in de Roemeense stad Cluj-Napoca. Het kerkhof werd aangelegd in de 16e eeuw en is een van de meest pittoreske zichten van de stad. Het beslaat een oppervlakte ongeveer 14 hectaren. De Hongaarse naam is Házsongárdi temető ("Begraafplaats Házsongárd"), een verbastering van het Duitse Hasengarten ("Hazentuin") of "Haselgarten" ("Hazeltuin"). Oorspronkelijk was het gebied waar de begraafplaats ligt, ten zuiden van de stadsmuur, een plek met tuinen, boom- en wijngaarden.
Op Hajongard liggen zowel Saksen, Hongaren als Roemenen begraven, zonder onderscheid in godsdienst of etniciteit. 

## Beroemde begravenen
- Miklós Bánffy (1873-1950), Hongaars schrijver en minister
- Imre Mikó (1805-1876), gouverneur van Transsylvanië